# 诺敏河站
诺敏河站是位于内蒙古自治区牙克石市诺敏河村的一个铁路车站，邮政编码22165。车站建于1952年，有牙林铁路经过该站，现仅办理货运，不办理客运业务。车站距离牙克石148公里，隶属哈尔滨铁路局，是四等站。